# Östra Dammtjärnen
Östra Dammtjärnen är en sjö i Rättviks kommun i Dalarna och ingår i Dalälvens huvudavrinningsområde.